# Романов Микола Степанович
Романов Микола Степанович (нар. 9 березня 1955 року в с. Іванківці Дунаєвецького району Хмельницької області   — український науковець у галузі національної безпеки. Доктор юридичних наук, ст. науковий співробітник, доцент. Академік АН вищої школи України з 2022 року за відділенням національної безпеки. 

## Життєпис
Народився в сім ї колгоспників. 
1970 р. - закінчив Іванковецьку восьмирічну школу і вступив на навчання в Новоушицький технікум механізації сільського господарства (Хмельницька область). 
1974 р. - закінчив технікум і працює інженером колгоспу у с. Масівці Хмельницького району. 
1974-1976 рр. - військова служба. 
1983 р. - закінчив економічний факультет КаменецьПодільського сільськогосподарського інституту, працює заступником голови правління колгоспу «Ленінський шлях» Дунаєвецького району Хмельницької області.
1984 р. - зарахований на дійсну військову службу та призначений на посаду оперативного уповноваженого Деражнянського райвідділу Управління КДБ у Хмельницькій області. 
Вересень 1984 р. - вересень 1990 р. - оперуповноважений, ст. оперуповноважений Надвірнянського РВ УКДБ в Івано-Франківській області. 
Вересень 1990 р. - призначений начальником Городенківського райвідділення УКДБ - УСНБУ в Івано-Франківській області. 
Січень 1990 р. - переведений на посаду начальника Долинського райвідділу УСБУ в Івано-Франківській області, де проходив службу до січня 1995 року.
Січень 1995 р. - ризначений заступником начальника відділу “К“ зазначеного регіонального Управління.
Травень 1999 р. - наказом Голови СБ України переведений для подальшого проходження служби на посаду начальника відділу контррозвідувального захисту економіки УСБУ в Рівненській області.
Грудень 2002 р. - призначений заступником начальника Управління Служби безпеки України у Волинській області.
Березень 2004 р. – переведений для проходження служби у Центральне управління, на посаду консультанта по посаді заступника начальника управління Головного управління спеціальних розслідувань та контролю фінансово-економічної діяльності СБ України ДІУ Служби безпеки України. Заочно навчався в аспірантурі НА СБ України.
З жовтня 2004 року - проходить військову службу в Національній академії Служби безпеки України. Впродовж п’яти років очолював спеціальну кафедру № 2, займав посади директора Центру підвищення кваліфікації та перепідготовки кадрів, заступника директора (з навчальної та наукової роботи) Навчально-наукового інституту перепідготовки та підвищення кваліфікації кадрів Служби безпеки України НА СБ України. У вересні 2004 року звільнений із військової служби, призначений на посаду ст. викладача кафедри «Управління оперативнослужбовою діяльністю» Навчально-наукового інституту перепідготовки та підвищення кваліфікації кадрів СБ України на умовах строкового трудового договору, працював ст. викладачем кафедри контрозвідувальної діяльності. 
2008 р. - захистив кандидатську дисертацію за час проходження служби в Національній академії Служби безпеки України.
2009 р. - отримав вчене звання старшого наукового співробітника (забезпечення державної безпеки України).
2013 р. - отримав вчене звання доцента кафедри контррозвідувальної діяльності.
2016 р. - захистив докторську дисертацію за час проходження служби в Національній академії Служби безпеки України.
2017 р. - звільниней за згодою сторін, призначений на посаду професора, завідувача кафедри політології Національного університету «Острозька академія» м. Острог, Рівненської області, де працює донині. 

## Наукова діяльність
Наукові інтереси: проблеми становлення та розвитку контррозвідувального режиму в Україні (темі присвячено понад 60 наукових публікацій, зокрема дисертацію і монографію. Деякі проіндексовані у SСOPUS). 
Автор двох та співавтор 5 навчальних посібників для студентів, що вивчають з безпекові дисципліни, в тому числі посібник з новаторського курсу «Контррозвідувальний режим в Україні». 
Наукові розробки впроваджено у навчальний процес підготовки фахівців з державної та національної безпеки України. 
Читає новаторський курс «Контррозвідувальний режим в Україні» для студентів спеціальності 256 «національна безпека» Національного університету «Острозька академія» та студентів спеціальності «державна безпека» Волинського національного університету імені Лесі Українки; та інші курси: «Національна безпека», «Оперативно-розшукова діяльність», «Основи діяльності спецслужб», «Охорона державної таємниці», «Спецслужби і національна безпека», «Основи терорології», «Спеціальні інформаціні операції», «Основи територіальної оборони України». 
Учасник міжнародного наукового проекту Еразмус+ WARN – Академічна протидія гібридним загрозам (2019) Член науково-методичної підкомісії Міністерства освіти та науки 13 з воєнних наук, національної та цивільної безпеки (з 2016 року), Член редакційної колегії фахового наукового журналу «Наукові записки Національного університету «Острозька академія», серія «Право» (з 2019 року). Член спеціалізованої вченої ради (до грудня 2021 року)  з захисту кандидатських та докторських дисертацій в Національній академії Служби безпеки України. 
Місце роботи, посада: Національний університет «Острозька академія», завідувач кафедри національної безпеки та політології.

## Громадська діяльність
Академік АН вищої школи України за науковим відділенням національної безпеки (з 2022).

## Відзнаки
Має одну державну та низку відомчих нагород. Неодноразово заохочувався керівництвом Служби безпеки України, ректором Національної академії Служби безпеки України та ректором Національного університету «Острозька академія». 